# Demar Phillips
Demar Constantine Phillips (Kingston, 23 settembre 1983) è un ex calciatore giamaicano, di ruolo centrocampista.

## Palmarès

### Club

#### Competizioni nazionali
- Coppa di Norvegia: 2

Aalesund: 2009, 2011